# Riedlea borbonica
Riedlea borbonica là một loài thực vật có hoa trong họ Cẩm quỳ. Loài này được (Cav.) DC. miêu tả khoa học đầu tiên năm 1824.